# Avenue Alsace-Lorraine (Grenoble)
Pour les articles homonymes, voir Avenue d'Alsace-Lorraine.
L'avenue Alsace-Lorraine est une voie publique de la commune française de Grenoble. Elle est située dans le quartier de l'hyper-centre dont elle est une des principales artères. 

## Situation et accès

### Situation
Cette avenue, bordée de marronniers, est parcourue durant tout son parcours par une voie ferrée qui comprend deux lignes du tramway grenoblois, lesquelles permettent de relier, les gares ferroviaire et routière de Grenoble au centre-ville et sa zone piétonne, ainsi que les communes de Fontaine, d'Échirolles et du Pont-de-Claix.
L'avenue Alsace-Lorraine débute place Victor-Hugo (au niveau ouest de celle-ci) et s'achève place de la gare (au niveau sud de la place), selon un axe est-ouest.

### Accès
Intégrée dans la zone piétonne de la ville (à l'exception d'un portion de voie située entre l'avenue Gambetta et la place Victor Hugo), cette voie est accessible à pied depuis n'importe quel point de la ville. Elle  est, en outre, parcourue par les lignes A et B et D du réseau de tramway de l'agglomération grenobloise. Les stations Gare, Victor Hugo et Alsace Lorraine, sont situées à chaque extrémité et au centre de l'avenue.

## Origine du nom
Inaugurée le 12 juillet 1888, cette voie est dédiée à l'Alsace-Lorraine, portion du territoire français cédé par la France à l'Empire allemand en application du traité de Francfort en 1871.

## Historique
Le 10 juin 1881, le conseil municipal de Grenoble prend la décision de créer une artère parallèle à celle de la gare (l'actuelle avenue Félix-Viallet) qui, construite en 1858, n'était jusqu'alors l'unique voie reliant le centre ville à l'ancienne gare ferroviaire. 
Le 3 mars 1883, cette avenue, tout d'abord provisoirement dénommée « deuxième avenue de la gare », est rebaptisée avenue Alsace-Lorraine en souvenir des deux provinces perdues par la France à la suite de la guerre de 1870 et annexées à l'Allemagne.

## Bâtiments remarquables et lieux de mémoire

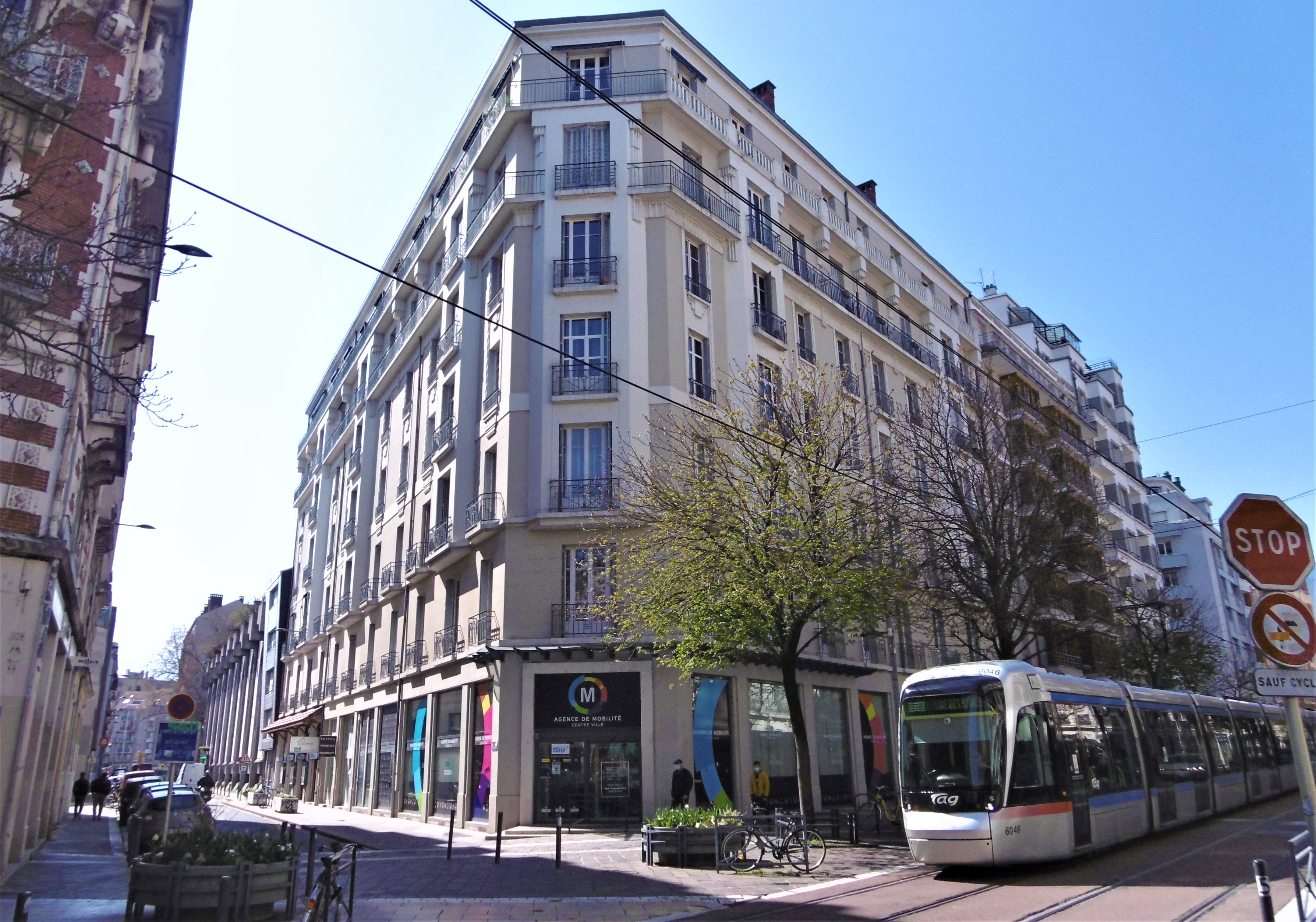
Entrée de l'agence mobilité et le tramway

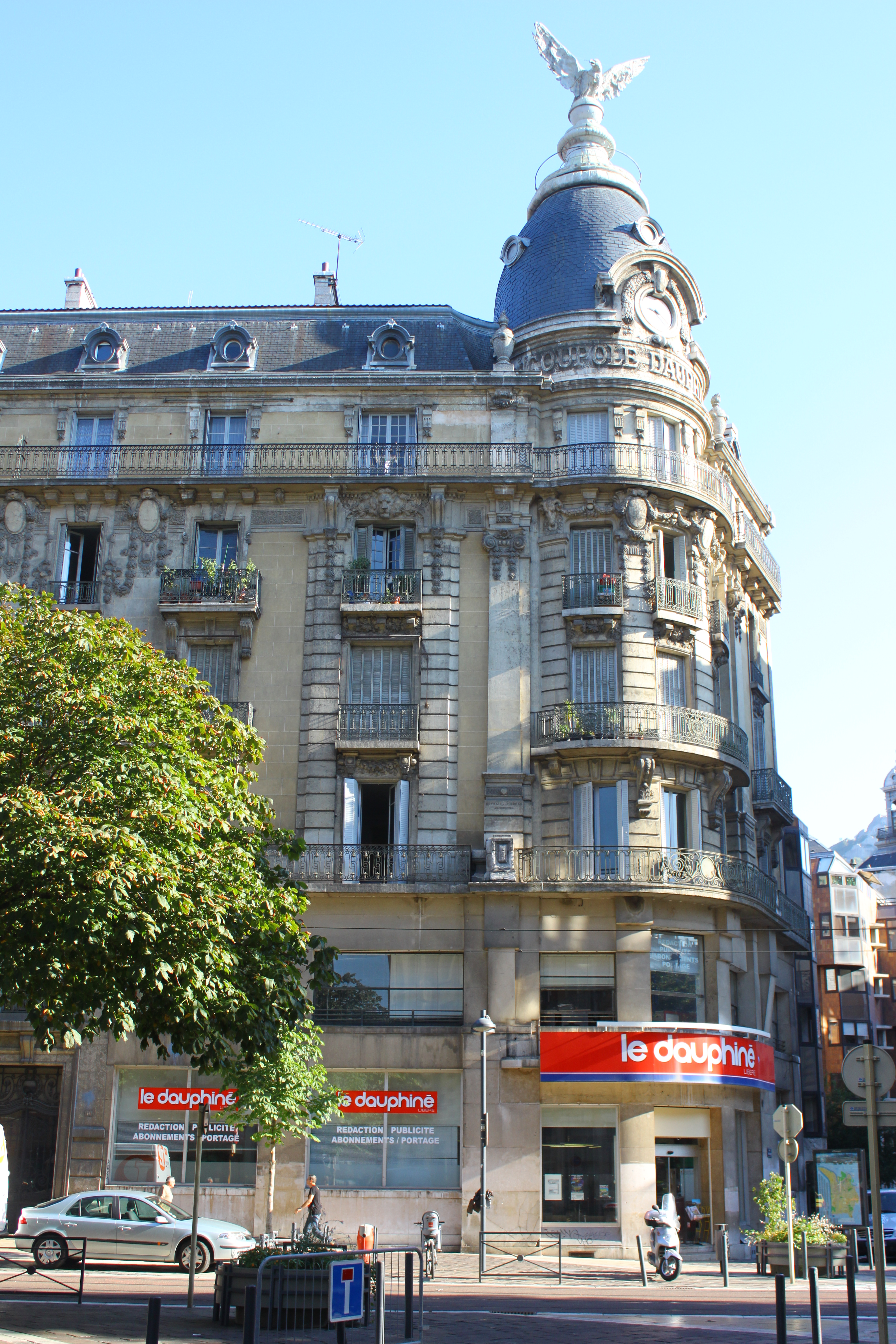
Ancien siège de la rédaction du Dauphiné libéré

- Entre le No 1 et le No 3 : La fontaine des Mondes, côté impair à l'intersection avec le boulevard Gambetta, a été édifiée en 1986 à l'occasion de la remise en service du tramway à Grenoble. Elle se présente sous la forme de trois sphères en pierre d'Hauteville formant de manière allégorique le système solaire, l'eau et la vie[3].

- No 3 : l'immeuble situé au coin de l'avenue, de la rue Thiers et du boulevard Gambetta, de type haussmanien, présente au niveau de la lucarne centrale du toit des bas reliefs en forme de lions ailés, la fenêtre étant elle-même enchâssée dans une avancée du toit. Au niveau de la porte d'entrée principale très imposante, deux têtes de femmes coiffées de petits chapeaux ronds sur lesquels figurent de minuscules ailes[4].

- No 17 : l'immeuble vert jaune et bleu à l'angle arrondi, datant des années 1950 longtemps dénommé « Le palace » situé au coin de l'avenue et de la rue d'Alsace a hébergé les salles du cinéma Pathé, lequel a disparu dans les années 2000[5].

- No 19 : l'entrée de la librairie de la maison d'édition Glénat donne sur l'angle formée par cette avenue et la rue d'Alsace. Cette société d'édition grenobloise est essentiellement connue pour ses collections de bande dessinée.

- No 40 : l'immeuble, édifié dans les années 1880 est surmonté d'une coupole, elle-même dominée par un aigle aux ailes déployées. L'édifice a tout d'abord abrité le siège de l'usine Bouchayer-Viallet, puis il a abrité le siège national du quotidien Le Dauphiné libéré entre 1945 et 1977 et enfin le siège de la rédaction grenobloise jusqu'en juin 2018[6],[7].

- No 51 : le service d'accueil et de vente de titres de transport de l'agence de Mobilité centre-ville dépendant de la M TAG (anciennement SEMITAG).